# Park Narodowy Gjepo Manas
Park Narodowy Gjepo Manas (dzong. trb. Gjepo Manas Gjel Lingkʽa, ang. Royal Manas National Park) – park narodowy w południowo-środkowym Bhutanie.

## Geografia
Park ten położony jest w południowo-środkowej części Bhutanu i zajmuje powierzchnię 1057 km². Na południu graniczy ze znajdującym się w indyjskim Asamie Parkiem Narodowym Manas, który wpisany jest na listę światowego dziedzictwa UNESCO. Na północnym zachodzie z kolei styka się z Parkiem Narodowym Dżigme Senge Wangczʽuk. Ponadto park zachowuje łączność za pośrednictwem korytarzy ekologicznych z Phibsoo Wildlife Sanctuary na południowym zachodzie, Parkiem Narodowym Tʽrumsingla na środkowej północy i Khaling Nature Reserve na południowym wschodzie. Takie położenie umożliwia stopniowe przejście od chronionych siedlisk tropikalnych po wysokogórskie, co jest sytuacją unikalną w obszarze himalajskim.
Administracyjnie park leży w obrębie dystryktów Żemgang, Sarpang i Pemagacel. Główną rzekę stanowi Manas. Na jego obszarze przeważa teren górski z umiarkowanie stromymi zboczami. Najwyżej położony punkt leży na 2707 m n.p.m..

## Historia
Obiekt ten stanowi najstarszy obszar chroniony w Bhutanie. Ustanowiony został w 1966 z rangą sanktuarium dzikiej przyrody (wildlife sanctuary), w czasach kiedy większość kraju pokrywały lasy pierwotne. Status parku narodowego otrzymał w 1993 w ramach rewizji systemu obszarów chronionych państwa. Wówczas też zwiększono jego powierzchnię o leżący na północy obszar łączący go z Parkiem Narodowym Dżigme Senge Wangczʽuk (ówczesny Black Mountain National Park).

## Flora

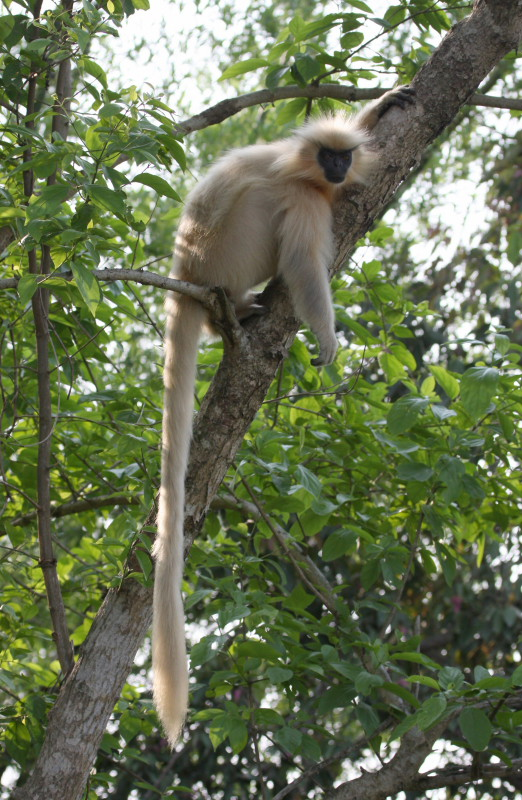
Złoty langur

Na obszarze tym można znaleźć różnorodne formacje roślinne. Występują tropikalne lasy monsumowe, w których w sezonie maj-wrzesień spada 5000 mm deszczu, sawanny, tropikalne i subtropikalne lasy liściaste, twardolistne zakrzaczenia, ciepłe i zimne lasy liściaste strefy umiarkowanej, subtropikalne lasy sosnowe, lasy nadwodne oraz suche i zalewowe pobrzeża rzek. Na wysokościach powyżej 2500 m n.p.m. dominują lasy dębowe. W 1999 92% powierzchni pokrywały szczególnie bioróżnorodne lasy pierwotne.
Stwierdzono występowanie tu ponad 900 gatunków roślin naczyniowych, w tym 348 gatunków drzew, 206 krzewów, 90 roślin pnących oraz 192 roślin zielnych.

## Fauna

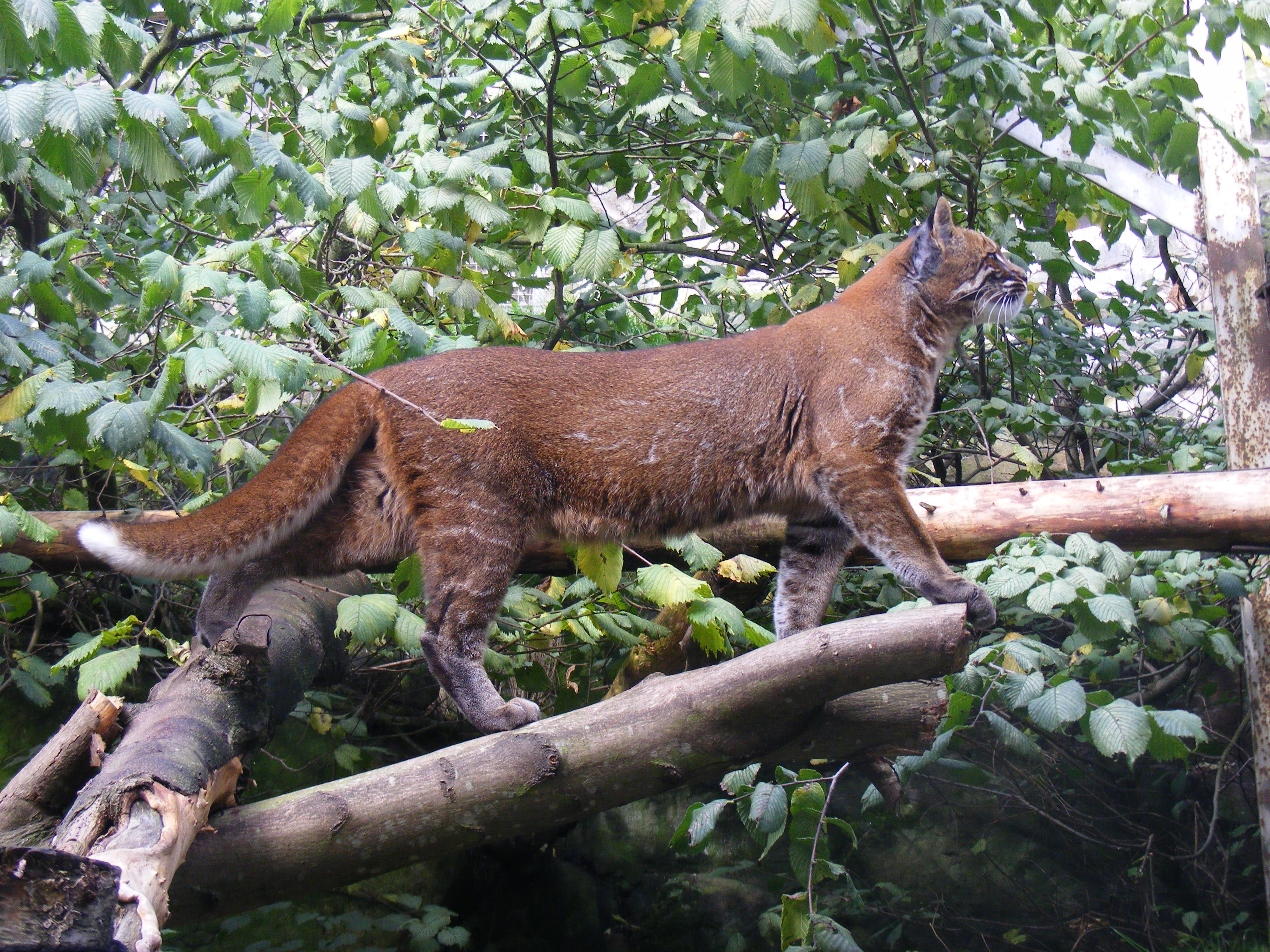
Mormi złocisty, zoo w Edynburgu

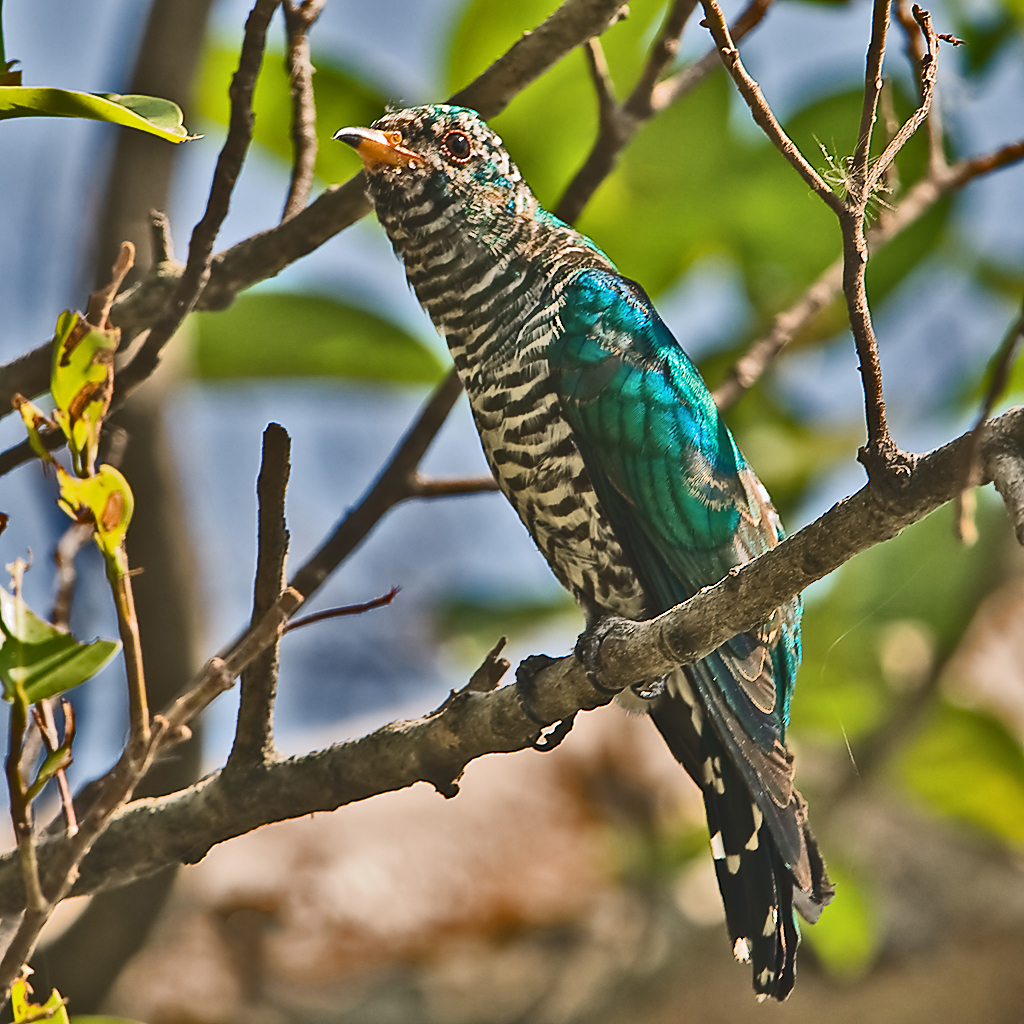
Kukułeczka szmaragdowa (samiec)

Do 2006 odnotowano 56 gatunków ssaków występujących na obszarze parku, w tym: barasingę bagienną, sambara jednobarwnego, gaura, bawoła indyjskiego, dzika, świnię karłowatą, Caprolagus hispidus, jeżozwierza malajskiego, serau białogrzywego, gorala himalajskiego, mundżaka indyjskiego, langura złocistego, Trachypithecus pileatus, tygrysa, panterę mglistą, lamparta plamistego, lamparcika marmurkowego, mormi złocistego, kota błotnego, kotka bengalskiego, niedźwiedzia himalajskiego, wiwerę indyjskią, wiwerkę malajską, łaskuna palmowego, pagumę chińską, binturonga, mangustę krabożerną, kunę żółtogardłą, wydrę, ryjonosa, nosorożca indyjskiego, słonia indyjskiego i suzu gangesowego. 13 gatunków tutejszych ssaków objętych jest całkowitą ochroną gatunkową.
Awifauna parku reprezentowana jest przez 430 dotąd odnotowanych gatunków, jednak ogólne jej bogactwo szacuje się na ponad 530 gatunków. Żyją tu m.in.: pstropiór rdzawoszyi (Arborophila mandellii), czapla białobrzucha (Ardea insignis), bielik wschodni (Haliaeetus leucoryphus), nagórnik białoskrzydły (Monticola cinclorhynchus), dzioborożec rudy (Aceros nipalensis), czupurnik białokarkowy (Yuhina bakeri), tymalek nakrapiany (Spelaeornis formosus syn. Elachura formosa), kukułeczka szmaragdowa (Chrysococcyx maculatus), ślepowron orientalny (Gorsachius melanolophus), czubak czarny (Aviceda leuphotes), dzioborożec wielki (Buceros bicornis), wieloszpon szary (Polyplectron bicalcaratum) i frankolin obrożny (Francolinus francolinus). Dwa z występujących tu ptaków ze względu na krytyczne zagrożenie objęte są całkowitą ochroną gatunkową, a łącznie dwanaście gatunków znajduje się w Czerwonej księdze gatunków zagrożonych IUCN. Od 2004 roku BirdLife International uznaje park narodowy za ostoję ptaków IBA ze względu na występowanie tu pewnych 6 gatunków ptaków. Są to: wymieniony już pstropiór rdzawoszyi, bielik wschodni i dzioborożec rudy oraz krytycznie zagrożony sęp bengalski (Gyps bengalensis), prinia siwogłowa (Prinia cinereocapilla) i kowalik wspaniały (Sitta formosa).
Spośród występujących tu ryb wymienić można Tor tor, tora himalajskiego i Acrossocheilus hexangonolepis.
Entomofauna liczona jest w dziesiątkach tysięcy gatunków.

## Ludność
W obrębie parku oraz jego sąsiedztwie żyło w 1999 około 9 tysięcy osób, których gospodarka w całości oparta była na lokalnych zasobach naturalnych. Nowsze dane mówią o 5 tysiącach osób w jego granicach. Niektóre z położonych na terenie parku wiosek, jak np. Panbang, Surey i Tingtibi, są stosunkowo dużymi ośrodkami handlowymi i wymagają szczególnego dozoru.